# Timok Cove
Die Timok Cove (englisch; bulgarisch залив Тимок saliw Timok) ist eine 580 m breite und 400 m lange Bucht an der Nordküste von Rugged Island im Archipel der Südlichen Shetlandinseln. Sie liegt westlich des Simitli Point.
Britische Wissenschaftler kartierten sie 1968, spanische 1992 und bulgarische 2009. Die bulgarische Kommission für Antarktische Geographische Namen benannte sie 2006 nach dem Fluss Timok im Nordwesten Bulgariens.